# Chiptuning
Chiptuning (z anglického chip tuning) je způsob úpravy softwaru řídící jednotky motoru, obvykle za účelem zvýšení výkonu a/nebo snížení spotřeby u sériového motoru. Termín se využívá dosud, ačkoli se původně jednalo o systém výměny řídícího chipu v dobách, kdy se v automobilech používaly řídící jednotky s operační pamětí, kterou nebylo možné přeprogramovat (tzn. read only memory). V současnosti jsou vybaveny řídící jednotky programovatelnou pamětí a je tedy možné software přehrávat bez nutnosti letování chipu.

## Řídící jednotka motoru
Řídící jednotka motoru (ECU) je malý počítač umístěný v automobilu, který řídí celý chod motoru. Pomocí čidel umístěných na motoru je schopna zaznamenávat aktuální údaje o rychlostech, teplotách, tlacích, otáčkách apod. a na základě těchto informací ovládat akční členy, jako je vstřikování paliva, ovládání turbodmychadla, atd. Součástí řídící jednotky motoru je software, který využívá datového vzoru pro chod motoru. Tento vzor obsahuje mapy, které za daných podmínek řídí výstupní parametry, které udávají výkon motoru.

## Na jakých vozech se chiptuning provádí
Nejčastěji se chiptuning provádí na osobních automobilech s turbodmychadlem, kde je možné docílit výrazného nárůstu výkonu. Obecně lze ale úpravu provést na libovolném typu vozidla.
Motory jsou zpravidla konstruovány na vyšší výkon, než jaký udává výrobce a podle kterého jsou motory továrně nastaveny, neboť základním nastavením se dosahuje co nejvyššího výkonu při zachování co nejpřijatelnější spotřeby, a samozřejmě se liší dle typu automobilu (hatchback, MPV, SUV, kombi, limuzína, coupé aj.)
Se zvýšením výkonu souvisí také spotřeba automobilu, proto s úpravami roste i spotřeba (v základu může být naprosto minimální či nepostřehnutelný). 